# Nekrolog 1576
Nekrolog
◄◄
| ◄
| 1572
| 1573
| 1574
| 1575
| 1576 | 1577 | 1578 | 1579 | 1580 | ► | ►►
Weitere Ereignisse | Allgemeiner Nekrolog 1576
Die Beschreibung der verstorbenen Person sollte so kurz wie möglich gehalten sein und nur deren signifikante Tätigkeit(en) enthalten.
Neue Namen ggf. auch unter dem Geburts- und Sterbedatum, also etwa unter 1. Januar und im Geburts- und Sterbejahr (2024) eintragen (nur bei entsprechender großer Wichtigkeit). Für Beispiele siehe die schon vorhandenen Artikel.
Außerdem über die fünf zuletzt Verstorbenen, zu denen es einen ausreichend guten Artikel für eine Präsentation auf der Hauptseite gibt, nach der todesbedingten Überarbeitung der Artikel ggf. auch unter Wikipedia Diskussion:Hauptseite informieren und sie am besten auch in den anderen Wikipedia-Sprachversionen eintragen. Tipp: Regelmäßig bei news.google.de nach „ist tot“, „gestorben“ oder „verstorben“ suchen.
Wenn eine Person gestorben ist, gibt es viele Seiten zu dieser Person in der Wikipedia, die davon auch betroffen sind und entsprechend aktualisiert werden müssen. Beispiele: Namenübersichtsseite, Geburtsjahr, Geburtsort-Seiten und viele mehr.
Wie finde ich die betroffenen Seiten?
Im Suchfeld auf der linken Seite gibt man den Suchbegriff so ein: „Vorname Nachname“. Dann klickt man auf Volltext und alle Seiten mit entsprechendem Suchtext werden aufgerufen. Hier sieht man dann schnell, wo auch das Todesjahr Sinn macht oder sogar ein Teil des Artikels angepasst werden muss. Auch hilft das „Werkzeug“ auf der linken Seite sehr gut, um solche Seiten aufzufinden: „Links auf diese Seite“. Somit ist die Wikipedia wieder aktuell in allen Bereichen! Hinweis: bei Eintragung der Kategorie „Gestorben JAHR“ wird der Missbrauchsfilter 49 ausgelöst, was jedoch nicht schlimm ist. Siehe: Spezial:Missbrauchsfilter/49
Dies ist eine Liste von im Jahr 1576 verstorbenen bekannten Persönlichkeiten. Die Einträge erfolgen innerhalb der einzelnen Daten alphabetisch sortiert. Tiere sind im Nekrolog für Tiere zu finden.

## Januar
| Tag        | Name                  | Beruf, bekannt als                                             | Alter | Beleg |
| ---------- | --------------------- | -------------------------------------------------------------- | ----- | ----- |
| 5. Januar  | Thomas Rehdiger       | schlesischer Humanist und Großsammler von Büchern und Gemälden | 35    |       |
| 7. Januar  | Heinrich Vietor       | deutscher Theologe und Geistlicher                             |       |       |
| 8. Januar  | Lope García de Castro | spanischer Jurist, interimistischer Vizekönig von Peru         |       |       |
| 10. Januar | Benedikt Burgauer     | Schweizer Theologe und Reformator                              | 81    |       |
| 19. Januar | Hans Sachs            | Nürnberger Spruchdichter, Meistersinger und Dramatiker         | 81    |       |
| 26. Januar | Juan Ortiz de Zárate  | spanischer Konquistador                                        |       |       |
| 31. Januar | Dionysius Dreytwein   | deutscher Kürschner und Autor                                  |       |       |

## Februar
| Tag         | Name                | Beruf, bekannt als                   | Alter | Beleg |
| ----------- | ------------------- | ------------------------------------ | ----- | ----- |
| 10. Februar | Guilielmus Xylander | deutscher Gelehrter und Humanist     | 43    |       |
| 12. Februar | Johann Albrecht I.  | Herzog zu Mecklenburg                | 50    |       |
| 22. Februar | Bernardino Gatti    | italienischer Maler                  |       |       |
| 24. Februar | Nikolaus Gentzkow   | deutscher Bürgermeister und Chronist | 73    |       |

## März
| Tag      | Name                        | Beruf, bekannt als                                                    | Alter | Beleg |
| -------- | --------------------------- | --------------------------------------------------------------------- | ----- | ----- |
| 2. März  | Georg Kleefeld              | Bürgermeister von Danzig                                              | 54    |       |
| 5. März  | Luis de Zúñiga y Requesens  | Haushofmeister und Erzieher des späteren spanischen Königs Philipp II | 47    |       |
| 11. März | Juan de Salcedo             | spanischer Konquistador                                               |       |       |
| 15. März | Jacques Gohory              | französischer Alchemist und Schriftsteller                            | 56    |       |
| 18. März | Karl I.                     | Graf von Hohenzollern und Haigerloch                                  |       |       |
| 18. März | Johann Stössel              | deutscher evangelischer Theologe und Reformator                       | 51    |       |
| 18. März | Eitelhans von Westernach    | deutscher Adliger                                                     |       |       |
| 20. März | Heinrich Salmuth            | evangelischer Theologe und Superintendent von Leipzig                 | 54    |       |
| 27. März | Klara von Sachsen-Lauenburg | Herzogin von Braunschweig-Gifhorn                                     | 57    |       |
| 28. März | Jakob von der Schulenburg   | kaiserlicher Feldmarschall                                            | 61    |       |
| 29. März | Valentin Erythräus          | deutscher Pädagoge und Philologe                                      |       |       |

## Mai
| Tag     | Name                  | Beruf, bekannt als                                                                     | Alter | Beleg |
| ------- | --------------------- | -------------------------------------------------------------------------------------- | ----- | ----- |
| 2. Mai  | Bartolomé de Carranza | Erzbischof von Toledo, Opfer der spanischen Inquisition                                |       |       |
| 5. Mai  | Anna von Kuedorf      | deutsche Schwester des Zisterzienserordens                                             |       |       |
| 14. Mai | Tahmasp I.            | zweiter Schah der Safawidendynastie                                                    | 62    |       |
| 26. Mai | Vincenzo Danti        | italienischer Bildhauer, Goldschmied, Militärarchitekt und Poet der Florentiner Schule |       |       |
| 27. Mai | Ludwig von Boisot     | niederländischer Admiral, Herr auf Ruart                                               |       |       |
| 29. Mai | Petrus Paganus        | neulateinischer Dichter, Humanist und Weintrinker                                      | 44    |       |

## Juni
| Tag      | Name               | Beruf, bekannt als                             | Alter | Beleg |
| -------- | ------------------ | ---------------------------------------------- | ----- | ----- |
| 2. Juni  | Volcher Coiter     | niederländischer Arzt, Anatom und Vogelkundler |       |       |
| 23. Juni | Levina Teerlinc    | niederländische Malerin am englischen Hof      |       |       |
| 29. Juni | Franciscus Sonnius | erster Bischof von Antwerpen                   | 69    |       |

## Juli
| Tag      | Name                | Beruf, bekannt als | Alter | Beleg |
| -------- | ------------------- | --- | ----- | ----- |
| 2. Juli  | Josias Simler       | Schweizer Theologe und Landeskundler                                                                                              | 45    |       |
| 7. Juli  | Thomas Matthias     | Berliner Bürgermeister |       |       |
| 11. Juli | Eleonora von Toledo | Tochter von Garcia von Toledo und Nichte ihrer gleichnamigen Tante                                                                |       |       |
| 11. Juli | Simon Musaeus       | evangelischer Theologe und Reformator                                                                                             | 55    |       |
| 16. Juli | Isabella de’ Medici | Tochter von Cosimo I. de’ Medici, dem ersten Großherzog der Toskana und Eleonora von Toledo                                       | 33    |       |
| 30. Juli | Hans Staden         | deutscher Landsknecht in Diensten portugiesischer Konquistadoren und Autor eines ersten deutschsprachigen Berichts über Brasilien |       |       |

## August
| Tag        | Name              | Beruf, bekannt als                                                                            | Alter | Beleg |
| ---------- | ----------------- | --------------------------------------------------------------------------------------------- | ----- | ----- |
| 15. August | Valentin Bakfark  | ungarischer Lautenist und Komponist der Renaissance                                           |       |       |
| 20. August | Petrus Bockelmann | deutscher lutherischer Theologe                                                               | 71    |       |
| 27. August | Tizian            | Hauptmeister der venezianischen Malerschule und Vollender einer neuen koloristischen Richtung |       |       |

## September
| Tag           | Name                              | Beruf, bekannt als                                                                           | Alter | Beleg |
| ------------- | --------------------------------- | -------------------------------------------------------------------------------------------- | ----- | ----- |
| 11. September | Mario Carafa                      | Erzbischof von Neapel                                                                        |       |       |
| 21. September | Gerolamo Cardano                  | italienischer Arzt und Mathematiker                                                          | 74    |       |
| 22. September | Walter Devereux, 1. Earl of Essex | britischer Adliger, 1. Earl of Essex, 2. Viscount Hereford und 10. Baron Ferrers of Chartley |       |       |
| 27. September | Andreas Pancratius                | deutscher lutherischer Geistlicher und Lehrer                                                | ~ 47  |       |

## Oktober
| Tag         | Name                             | Beruf, bekannt als                                                 | Alter | Beleg |
| ----------- | -------------------------------- | ------------------------------------------------------------------ | ----- | ----- |
| 7. Oktober  | Marteinn Einarsson               | isländischer Geistlicher, Bischof von Skálholt                     |       |       |
| 12. Oktober | Maximilian II.                   | Kaiser des Heiligen Römischen Reiches, König von Böhmen und Ungarn | 49    |       |
| 12. Oktober | Adam Neuser                      | deutscher Theologe                                                 |       |       |
| 14. Oktober | Konrad Heresbach                 | deutscher Humanist                                                 | 80    |       |
| 20. Oktober | George Gordon, 5. Earl of Huntly | Angehöriger des schottischen Hochadels                             |       |       |
| 26. Oktober | Friedrich III.                   | Kurfürst von der Pfalz                                             | 61    |       |

## November
| Tag          | Name                        | Beruf, bekannt als                                     | Alter | Beleg |
| ------------ | --------------------------- | ------------------------------------------------------ | ----- | ----- |
| 27. November | Georg Parsimonius           | evangelischer Theologe, Reformator und Konfessionalist |       |       |
| 28. November | Hans Truchsess von Höfingen | württembergischer Rat und Obervogt von Tübingen        |       |       |
| 30. November | Wolfgang Hilliger           | deutscher Geschütz- und Glockengießer                  | 65    |       |

## Dezember
| Tag          | Name                    | Beruf, bekannt als                                      | Alter | Beleg |
| ------------ | ----------------------- | ------------------------------------------------------- | ----- | ----- |
| 11. Dezember | Joachim Hopper          | niederländischer Jurist und Staatsmann                  | 53    |       |
| 20. Dezember | Henri de Saint-Sulpice  | Mignons des französischen Königs Heinrich III.          |       |       |
| 21. Dezember | Otto IV.                | Graf von Holstein-Pinneberg                             |       |       |
| 21. Dezember | Juan Alfonso de Polanco | Sekretär des ersten Generaloberen der Gesellschaft Jesu |       |       |

## Datum unbekannt
| Tag | Name                               | Beruf, bekannt als                                                          | Alter | Beleg |
| --- | ---------------------------------- | --------------------------------------------------------------------------- | ----- | ----- |
|     | Schlomo Alkabez                    | Kabbalist und mystischer Dichter                                            |       |       |
|     | Josquin Baston                     | franko-flämischer Komponist der Renaissance                                 |       |       |
|     | Cristóbal de las Casas             | spanischer Italianist und Lexikograf                                        |       |       |
|     | Adam de Craponne                   | französischer Ingenieur                                                     |       |       |
|     | Basilius Faber                     | deutscher Pädagoge                                                          |       |       |
|     | Estêvão da Gama                    | portugiesischer Gouverneur Indiens                                          |       |       |
|     | Francisco Giralte                  | spanischer Bildhauer                                                        |       |       |
|     | Conrad Haas                        | Militärtechniker und Raketenpionier                                         |       |       |
|     | Heini Havreki                      | erster Propst der Färöer nach der Reformation auf den Färöern               |       |       |
|     | Georg von Holle                    | deutscher Landsknechtsführer                                                |       |       |
|     | Augustin Jamund                    | litauischer lutherischer Geistlicher                                        |       |       |
|     | Heinrich Lersner                   | hessischer Politiker                                                        |       |       |
|     | Aloisius Lilius                    | Mediziner, der an der Universität von Perugia lehrte                        |       |       |
|     | Melchior Manlich                   | Augsburger Kaufmann                                                         |       |       |
|     | Girolamo Muzio                     | italienischer Schriftsteller                                                |       |       |
|     | Mario Nizolio                      | italienischer Philosoph                                                     |       |       |
|     | Mauritius Piderit                  | lutherischer Theologe                                                       |       |       |
|     | Livio Sanuto                       | italienischer Kosmograph und Mathematiker                                   |       |       |
|     | Charles Stewart, 1. Earl of Lennox | schottischer Adliger                                                        |       |       |
|     | Simon Titius                       | deutscher Mediziner und Physiker                                            |       |       |
|     | Johann von Viermund                | kurkölnischer Amtmann und Erbvogt zu Uerdingen                              |       |       |
|     | Achaz II. von Zehmen               | preußischer Beamter im Preußen Königlichen Anteils und im Herzogtum Preußen |       |       |